# 河北インターチェンジ
河北インターチェンジ（かほくインターチェンジ）は、宮城県石巻市（旧・桃生郡河北町）にある三陸沿岸道路のインターチェンジである。

## 概要
2003年（平成15年）12月14日に石巻河南IC - 河北ICが三陸自動車道初の無料区間として開通し、それに先立ち2003年（平成15年）12月12日に石巻河南IC料金所は廃止され、石巻港本線料金所と河北ICが新設された。しかし、その石巻港本線料金所も2008年（平成20年）1月24日、鳴瀬奥松島IC - 石巻河南ICの通行料金無料化に伴い廃止された。
桃生豊里IC - 鳴瀬奥松島IC間の正式名は「三陸縦貫自動車道矢本石巻道路」で国道45号の一部であり、管理は国土交通省である。

## 道路
- E45 三陸沿岸道路（12番）

## 接続道路
- 国道45号
- 宮城県道196号神取河北線

## 料金所
無料区間のためなし。

## 周辺
- 道の駅・上品の郷
- 廣幡八幡神社

## 隣
E45 三陸沿岸道路
(11) 石巻河南IC - (11-1) 石巻女川IC - (12) 河北IC - (13) 桃生豊里IC